# Фотовиж
Фотови́ж — село в Україні, у Есманьській селищній громаді Шосткинського району Сумської області. Розташоване біля річки Смолянка за 40 км від міста Глухова та за 6 км від автодороги Київ — Москва М02E101. Населення станом на 2001 рік становило 291 особу. Колишній орган місцевого самоврядування — Фотовизька сільська рада.

## Географія
Село Фотовиж знаходиться на березі річки Смолянка, вище за течією на відстані 2,5 км розташоване села Червоні Вишки і Широке (села ліквідовані 1979—1982 рр.), нижче за течією на відстані 2,5 км розташоване село Смолине. На відстані 1,5 км знаходиться село Муравейня. На річці невелика загата.

## Історія
Село відоме з першої половини XVII століття.
1914 року біля населеного пункту було виявлено скарб ювелірних прикрас Волинцевської культури VIII століття. Скарб складався зі складального пояса, 3 пар підвісок жіночого головного убору, 2 пар браслетів і бронзових бубонців, виконаних під кримсько-візантійським та раннесалтівським впливом в середині VIII століття.
Радянська влада у Фотовижі була встановлена в січні 1918 року.
До 1926 року входило до Севського повіту (з 1861 — у складі Хінельської, Лемяшовської волості) Орловської губернії. 19 квітня 1926 передане Росією до складу Української РСР.
12 червня 2020 року, відповідно до розпорядження Кабінету Міністрів України № 723-р «Про визначення адміністративних центрів та затвердження територій територіальних громад Сумської області», село увійшло до складу Есманьської селищної громади.
19 липня 2020 року, в результаті адміністративно-територіальної реформи та ліквідації Глухівського району, село увійшло до складу новоутвореного Шосткинського району.

#### Російське вторгнення в Україну (з 2022)
24 червня 2024 року за інформацією ОК "Північ" населений пункт зазнав обстрілів з боку російського агресора. Зафіксовано 2 обстріли: 12 вибухів, ймовірно міномет 120 мм. 
30 червня 2024 року оперативне командування “Північ” повідомило про чергові обстріли села. Зафіксовано 3 обстріли: 8 вибухів, ймовірно ФПВ-дрон.  
14 серпня 2024 року село зазнало чергової атаки агресора. Оперативне командування "Північ"  зафіксувало 2 обстріли: 3 вибухи, ймовірно міномет 82 мм.     
17 серпня 2024 року оперативне командування «Північ» повідомило про обстріли Сумської області. Серед постраждалих населених пунктів село Фотовиж – 6 вибухів, ймовірно міномет 120 мм.     
26 серпня 2024 року російські загарбники продовжували обстрілювати прикордонні території Сумської області. Зокрема в селі було зафіксовано  1 вибух, ймовірно міномет 120 мм.    

## Населення
За даними на 1973 рік у селі було 155 дворів, а населення становило 420 осіб.

### Мова
Розподіл населення за рідною мовою за даними перепису 2001 року:
| Мова       | Кількість | Відсоток |
| ---------- | --------- | -------- |
| російська  | 274       | 94.16%   |
| українська | 17        | 5.84%    |
| Усього     | 291       | 100%     |

## Соціальна сфера
У Фотовижі є школа, будинок культури з залом на 150 місць, бібліотека, фельдшерсько-акушерський пункт, відділення зв'язку.

## Пам'ятки
В селі встановлено пам'ятник радянським воїнам, загиблим при звільненні села від гітлерівців, і споруджено меморіал на честь односельців, полеглих в боротьбі проти нацистів.

## Відомі люди
- Шишова Наталія Михайлівна — новатор виробництва, токар Новокаховського електромашинобудівного заводу Херсонської області. Депутат Верховної Ради УРСР 8—10-го скликань.